# Jolanta Sztejka
Jolanta Sztejka (ur. 14 maja 1978 w Bydgoszczy) – absolwentka Wydziału Prawa i Administracji Uniwersytetu Mikołaja Kopernika w Toruniu. Redaktor Internetowego Magazynu Autorów www.netkultura.pl. Pomysłodawca i organizator ogólnopolskich spotkań kulturalnych pod nazwą "Salony Kulturalne" [www.salony.poeci.com]. Laureatka kilku konkursów literackich. Debiut prasowy w piśmie „Pod Wiatr” /1996/. Szereg publikacji w prasie literackiej, głównie w Akancie. Przez wiele lat związana z serwisem literackim http://www.poeci.com. W 2008 roku ukazał się debiutancki tomik „W kobiecym stylu – nie tylko dla mężczyzn” nakładem Instytutu Wydawniczego „Świadectwo” [ISBN 83-7456-148-3]. Nakład sponsorowany przez Pocztę Polską. W maju 2014 roku ukazał się drugi tom poezji pt: "Inspiruje mnie życie" ISBN 978-83-7456-132-7. Od wielu lat społecznie zaangażowana w akcję Szlachetna Paczka.